# وست یونیون (اورگن)
وست یونیون (به انگلیسی: West Union) یک منطقهٔ مسکونی در ایالات متحده آمریکا است که در شهرستان واشینگتن، اورگن واقع شده‌است. وست یونیون ۷۵٫۹ متر بالاتر از سطح دریا واقع شده‌است.